# コアジサシ
コアジサシ（小鯵刺、学名：Sternula albifrons）は、チドリ目カモメ科に分類される渡り鳥。属名の Sternula は小さいアジサシ（Sterna）の意味。

## 形態
全長は24 cm、ツグミやヒヨドリと同じくらいでアジサシよりも小さい。翼開長は約53 cm。翼と尾羽がツバメのように細く尖っていて、嘴もまっすぐ伸びる。
夏羽では頭は黒く、額、のど、腹が白、他の体の部分は薄い灰色で、嘴は黄色、脚は橙色。冬羽では嘴と脚が黒くなり、額の白い部分が拡がる。

## 分布
ユーラシア大陸の中緯度地域で繁殖し、アフリカからオーストラリアにかけての沿岸部で越冬する。カリブ海沿岸域、ハワイ諸島、本州（秋田県中部）以南にも分布している。

## 分類
本種は以前はアジサシ属（Sterna）とされていたが、ミトコンドリアDNA研究によりコアジサシ属（Sternula）に分類されることになった。2024年時点で主要なチェックリストはすべてSternula としている。
本種の亜種は4亜種、または5亜種で主要チェックリスト間で統一されていない。日本で見られるコアジサシは、Sternula albifrons sinensis  (Gmelin, 1789) である。

## 生態
海岸や川などの水辺に生息。狙いをつけて水にダイビングして魚をとらえる様子から、鯵や鮎といった魚類にちなんで鯵刺（あじさし）の名前がつけられたと思われ、鮎鷹（あゆたか）、鮎刺（あゆさし）の異称もある。短時間ながら停空飛行をする。
繁殖前にはオスがメスへ獲物をプレゼントする「求愛給餌」がみられる。巣は川原、砂浜、埋立地などに集団繁殖地（コロニー）を作って外敵の侵入に備える。地面にくぼみを作って2、3個の卵を産む。卵と雛は斑模様で、石ころと区別がつきにくくなっている。

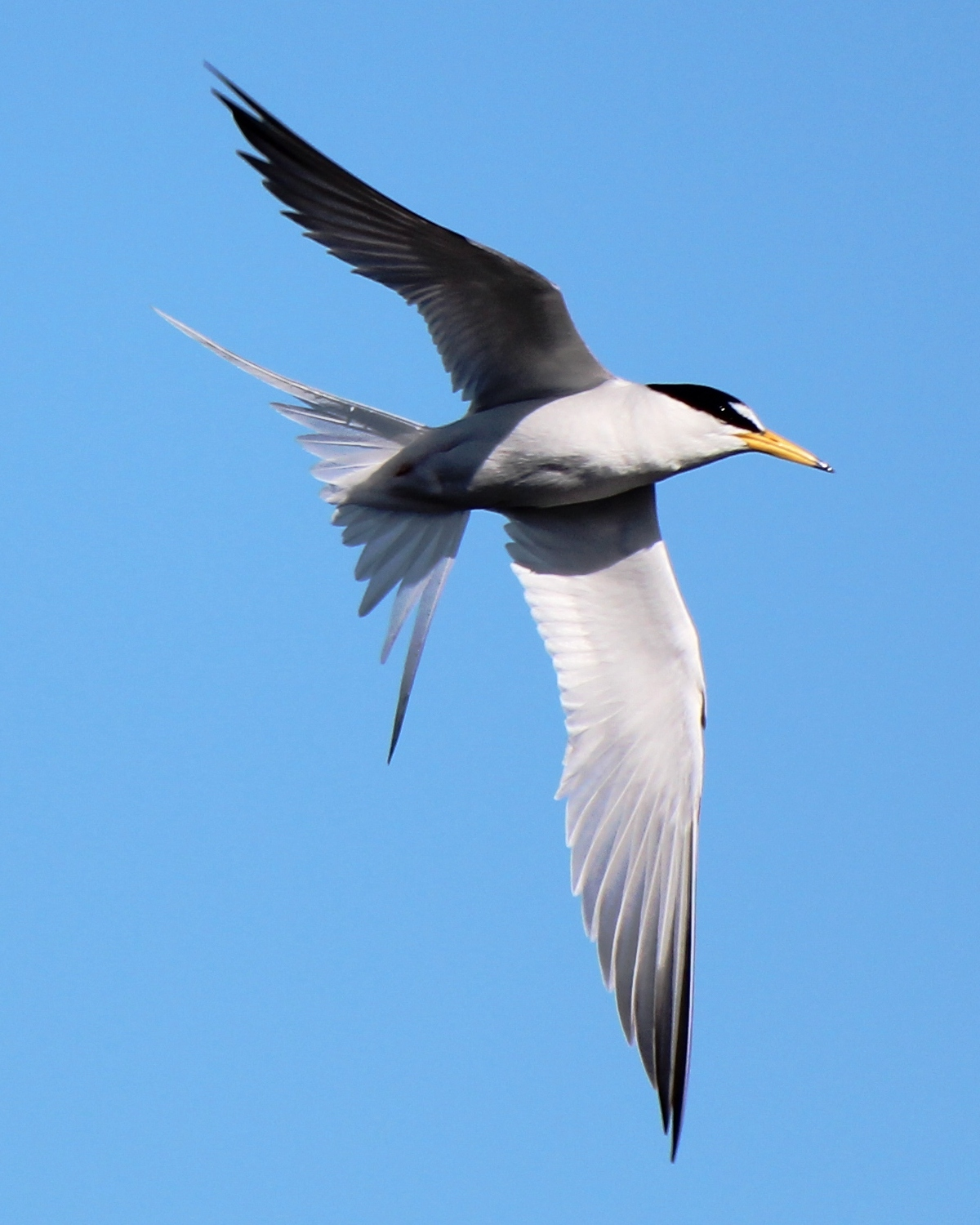
上空を旋回する様子
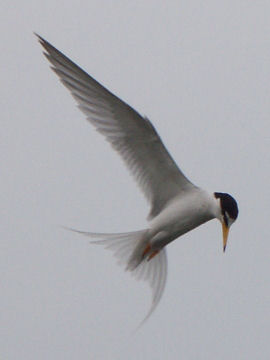
停空飛翔する様子（夏羽）
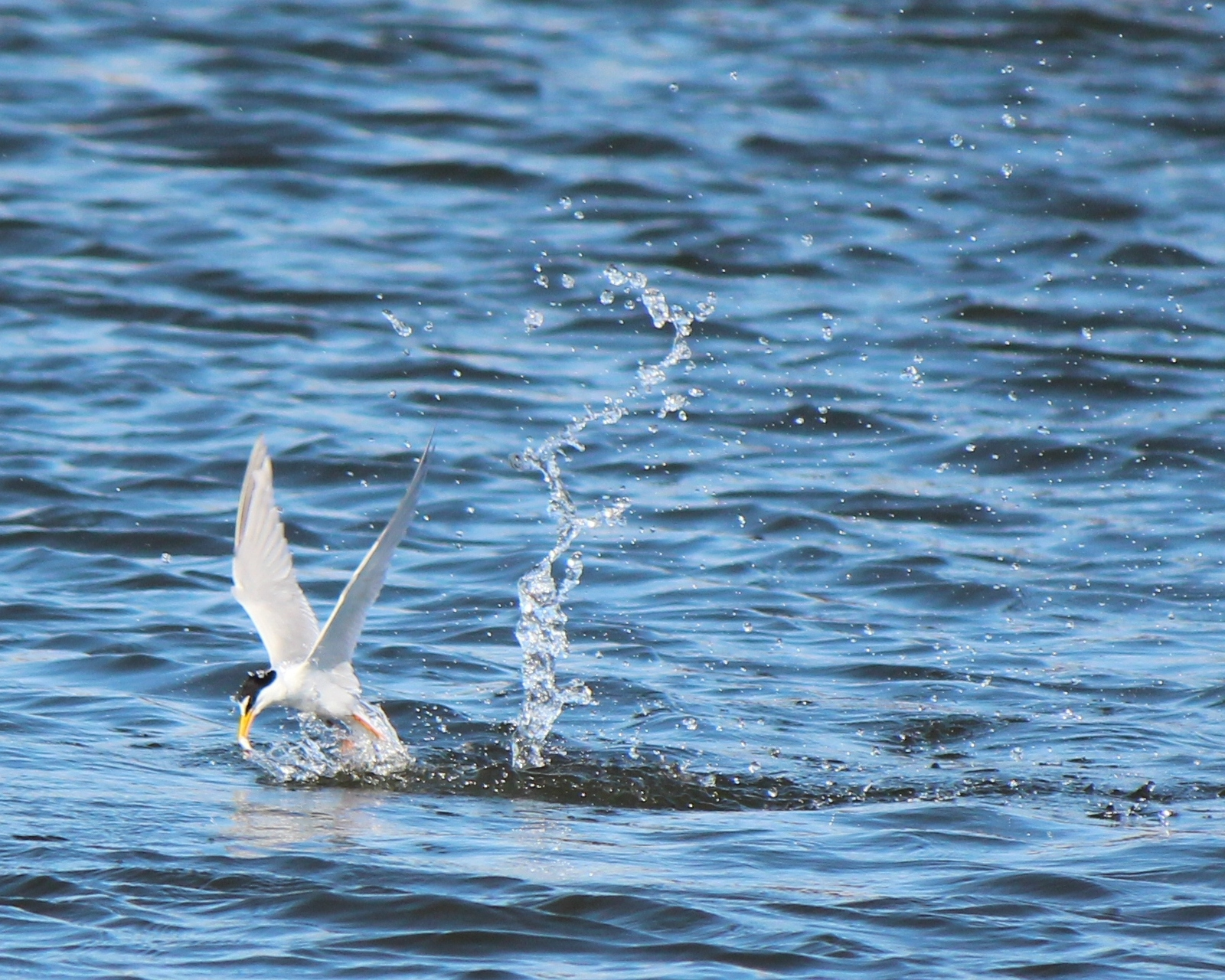
上空から真下にダイビングして小魚を捕獲した様子
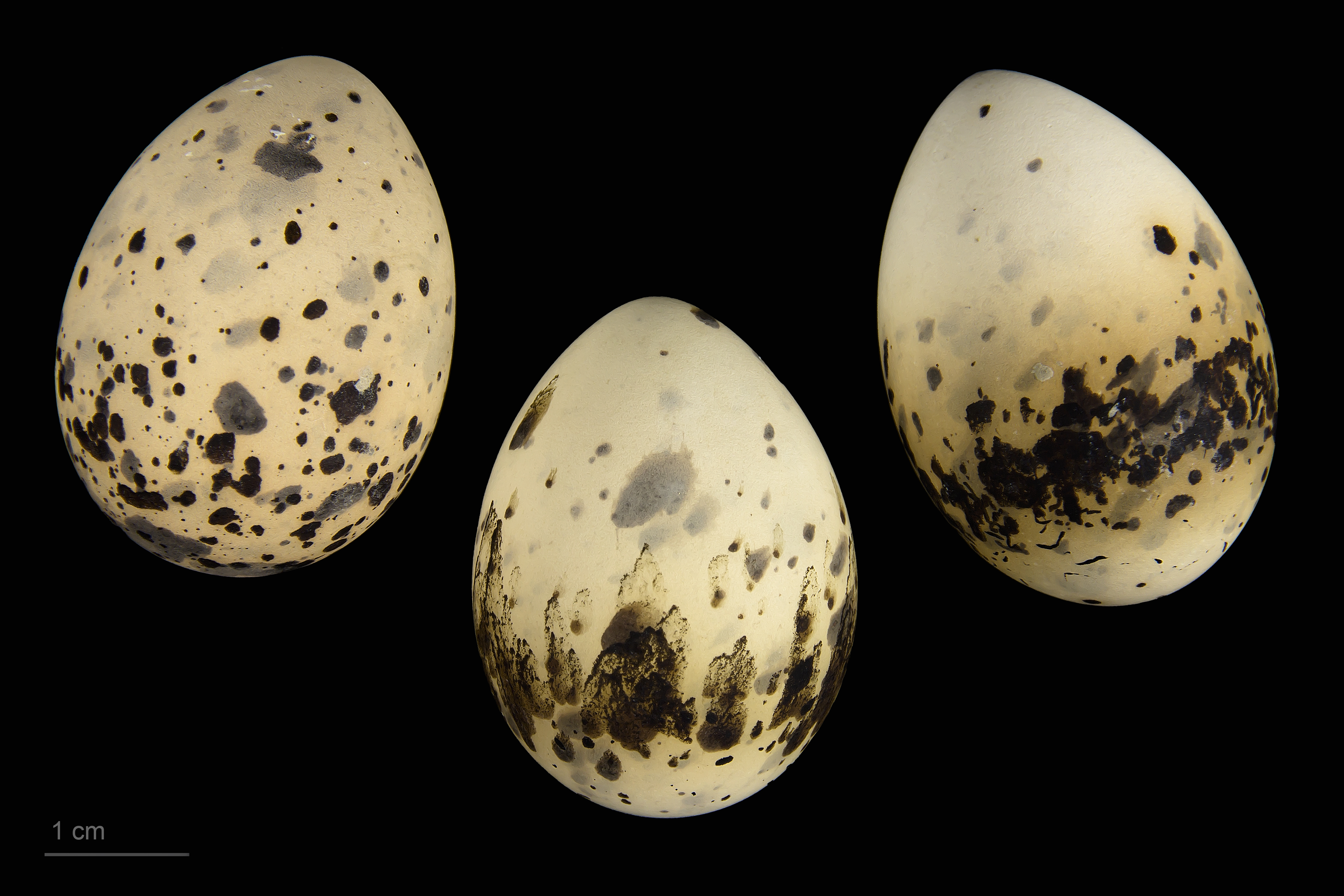
Museum specimen

## 種の保全状況評価
国際自然保護連合（IUCN）により、軽度懸念（LC）の指定を受けている。
日本では繁殖地となる場所の減少に伴い数が減っている。2001年に屋上で営巣が確認された森ヶ崎水再生センター（東京都大田区昭和島）ではNPO法人が東京都下水道局などと協議して、草むらでは営巣しないコアジサシの習性に合わせた除草、天敵（カラスやノネコ、アライグマ、ハクビシン）対策などを実施している。
環境省により鳥類レッドリストで絶滅危惧II類（VU）の指定を受けている。また、以下の都道府県でレッドリストの指定を受けている（統一カテゴリ）。
- 絶滅危惧I類（CR+EN） - 青森県、秋田県、山形県、福島県、栃木県、群馬県、埼玉県、千葉県、東京都、神奈川県、富山県、石川県、福井県、長野県、静岡県、愛知県、三重県、大阪府、和歌山県、鳥取県、岡山県、広島県、徳島県、香川県、高知県、長崎県、熊本県、大分県、宮崎県、鹿児島県
- 絶滅危惧II類（VU）  - 岩手県、宮城県、茨城県、岐阜県、京都府、兵庫県、奈良県、島根県、山口県、愛媛県、福岡県、佐賀県、沖縄県
- 準絶滅危惧（NT） - 新潟県、山梨県、滋賀県

絶滅危惧II類 (VU)（環境省レッドリスト）
日本の以下の自治体の指定保護となっている鳥。括弧表記はかつて存在していた自治体。

### 市
- 千葉市 - 千葉県
- 小田原市 - 神奈川県

### 町
- 横芝光町 - 千葉県

### 村
- （吉川村） - 高知県

## 人間との関係
2013年頃から、関西国際空港や中部国際空港の誘導路周辺にコアジサシが巣を作るようになり、空港に発着する航空機へのバードストライクが急増した。このことから国土交通省によるバードストライクに関する検討委員会は、コアジサシをバードストライクを招きかねない「問題鳥種」の一つとしている。